# Pressy-sous-Dondin
Pressy-sous-Dondin est une commune française située dans le département de Saône-et-Loire, en région Bourgogne-Franche-Comté.

## Géographie
Pressy-sous-Dondin est un village qui se trouve entre le Clunysois et le Charolais.

### Communes limitrophes
Les communes limitrophes sont Saint-André-le-Désert, Chiddes, Saint-Bonnet-de-Joux, Saint-Vincent-des-Prés et Suin.

### Climat
Pour des articles plus généraux, voir Climat de la Bourgogne-Franche-Comté et Climat de Saône-et-Loire.
En 2010, le climat de la commune est de type climat océanique dégradé des plaines du Centre et du Nord, selon une étude du Centre national de la recherche scientifique s'appuyant sur une série de données couvrant la période 1971-2000. En 2020, Météo-France publie une typologie des climats de la France métropolitaine dans laquelle la commune est dans une zone de transition entre le climat océanique altéré et le climat océanique altéré et est dans la région climatique Centre et contreforts nord du Massif Central, caractérisée par un air sec en été et un bon ensoleillement.
Pour la période 1971-2000, la température annuelle moyenne est de 10,6 °C, avec une amplitude thermique annuelle de 17,1 °C. Le cumul annuel moyen de précipitations est de 923 mm, avec 11,2 jours de précipitations en janvier et 7,5 jours en juillet. Pour la période 1991-2020, la température moyenne annuelle observée sur la station météorologique de Météo-France la plus proche, « La Guiche », sur la commune de La Guiche à 9 km à vol d'oiseau, est de 10,9 °C et le cumul annuel moyen de précipitations est de 963,4 mm. 
La température maximale relevée sur cette station est de 39,3 °C, atteinte le 25 juillet 2019 ; la température minimale est de −19,5 °C, atteinte le 16 janvier 1985,,.
Les paramètres climatiques de la commune ont été estimés pour le milieu du siècle (2041-2070) selon différents scénarios d'émission de gaz à effet de serre à partir des nouvelles projections climatiques de référence DRIAS-2020. Ils sont consultables sur un site dédié publié par Météo-France en novembre 2022.

## Urbanisme

### Typologie
Au 1er janvier 2024, Pressy-sous-Dondin est catégorisée commune rurale à habitat très dispersé, selon la nouvelle grille communale de densité à sept niveaux définie par l'Insee en 2022.
Elle est située hors unité urbaine et hors attraction des villes,.

### Occupation des sols
L'occupation des sols de la commune, telle qu'elle ressort de la base de données européenne d’occupation biophysique des sols Corine Land Cover (CLC), est marquée par l'importance des territoires agricoles (54,6 % en 2018), une proportion identique à celle de 1990 (54,6 %). La répartition détaillée en 2018 est la suivante : prairies (47,6 %), forêts (43,3 %), zones agricoles hétérogènes (7 %), zones urbanisées (2 %). L'évolution de l’occupation des sols de la commune et de ses infrastructures peut être observée sur les différentes représentations cartographiques du territoire : la carte de Cassini (XVIIIe siècle), la carte d'état-major (1820-1866) et les cartes ou photos aériennes de l'IGN pour la période actuelle (1950 à aujourd'hui).

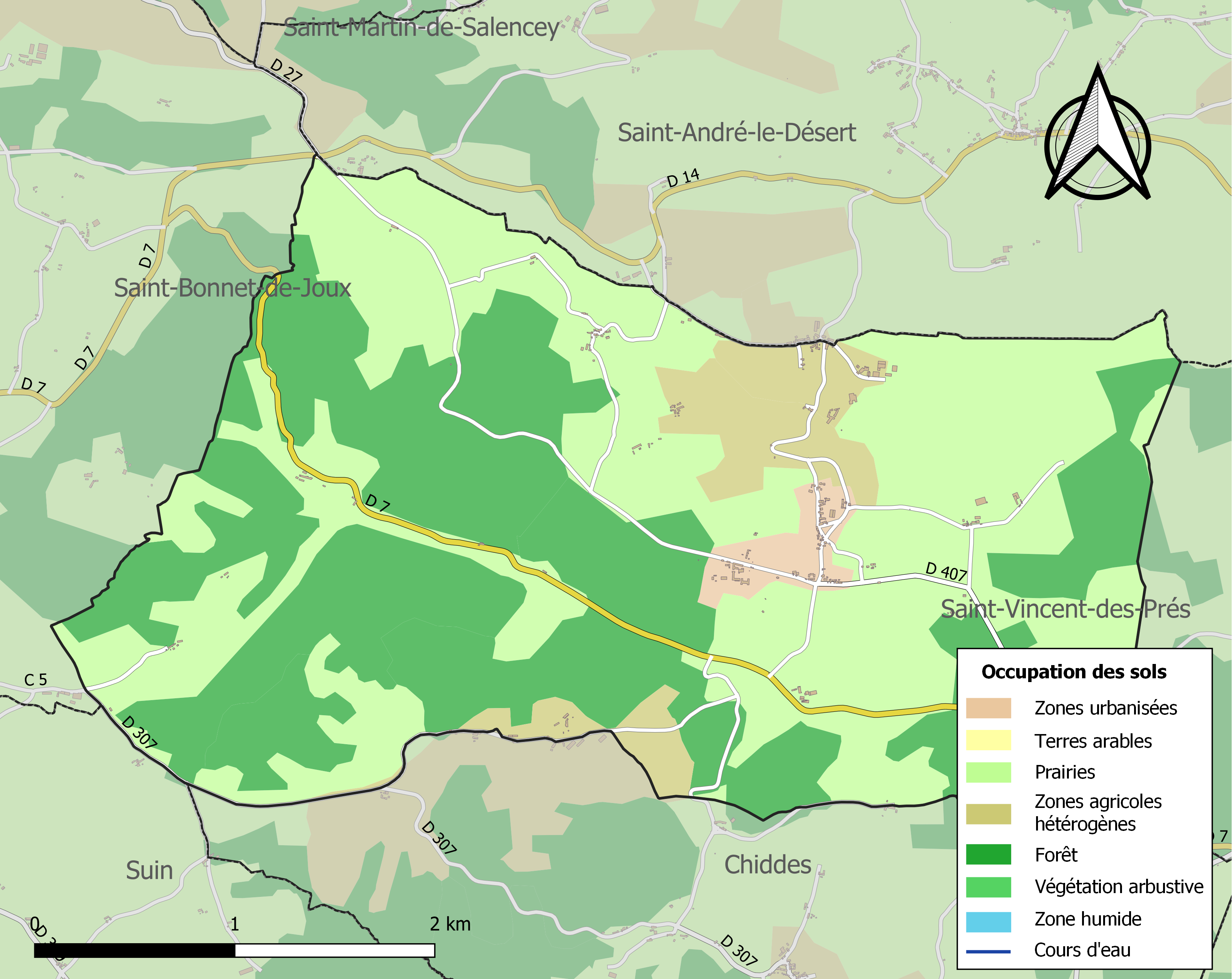
Carte des infrastructures et de l'occupation des sols de la commune en 2018 (CLC).

## Politique et administration

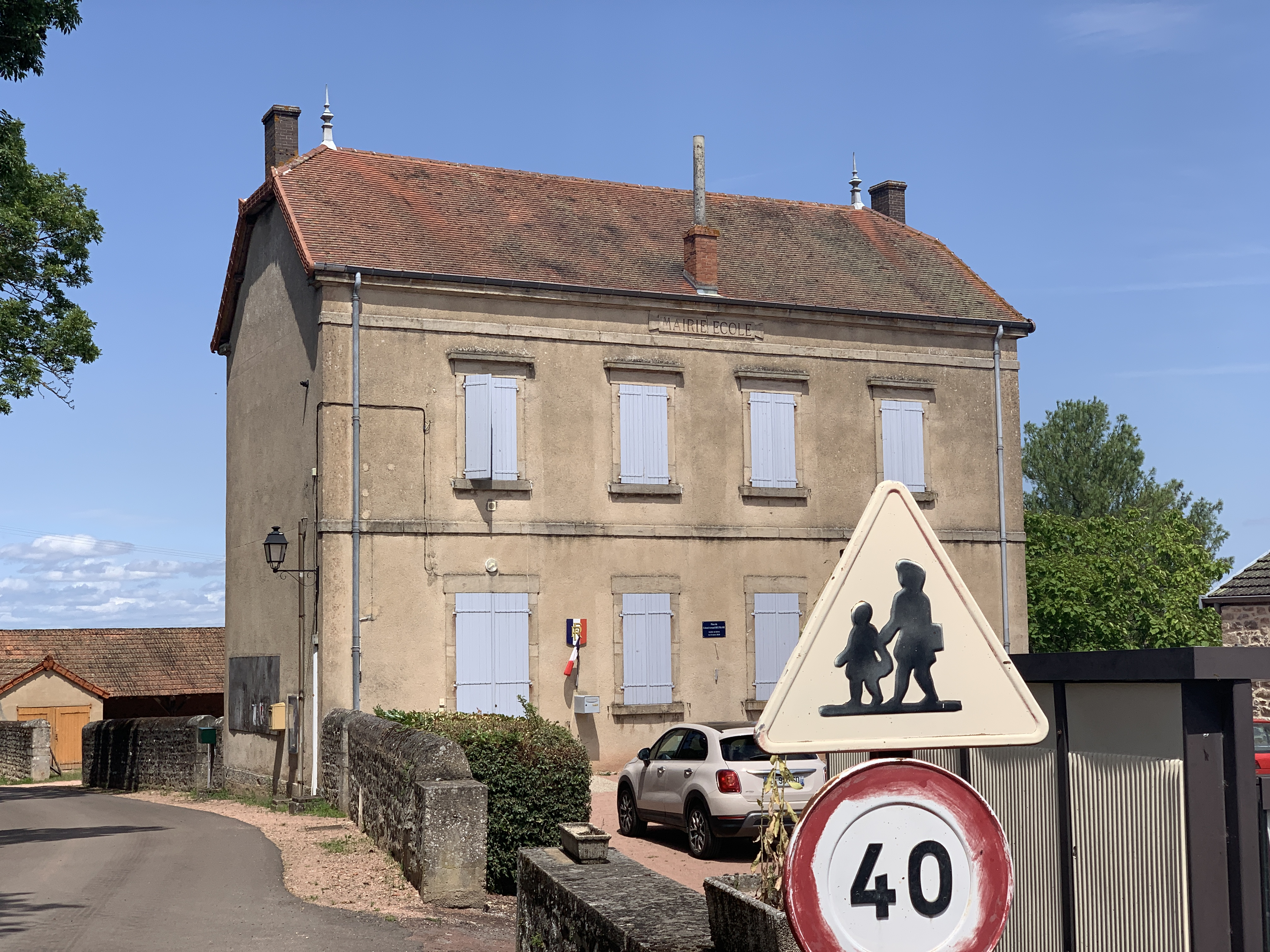
Mairie.

| Période                                  | Période  | Identité                  | Étiquette | Qualité |
| ---------------------------------------- | -------- | ------------------------- | --------- | ------- |
| mars 2001                                | 2020     | Jean-Denis Garitaine      |           |         |
| 2020                                     | en cours | Jacqueline Léonard-Larive |           |         |
| Les données manquantes sont à compléter. |          |                           |           |         |

## Démographie
L'évolution du nombre d'habitants est connue à travers les recensements de la population effectués dans la commune depuis 1793. Pour les communes de moins de 10 000 habitants, une enquête de recensement portant sur toute la population est réalisée tous les cinq ans, les populations de référence des années intermédiaires étant quant à elles estimées par interpolation ou extrapolation. Pour la commune, le premier recensement exhaustif entrant dans le cadre du nouveau dispositif a été réalisé en 2008.

En 2022, la commune comptait 103 habitants, en évolution de +6,19 % par rapport à 2016 (Saône-et-Loire : −1,06 %, France hors Mayotte : +2,11 %).
| 1793 | 1800 | 1806 | 1821 | 1831 | 1836 | 1841 | 1846 | 1851 |
| ---- | ---- | ---- | ---- | ---- | ---- | ---- | ---- | ---- |
| 915  | 935  | 915  | 874  | 872  | 911  | 935  | 936  | 934  |

| 1856 | 1861 | 1866 | 1872 | 1876 | 1881 | 1886 | 1891 | 1896 |
| ---- | ---- | ---- | ---- | ---- | ---- | ---- | ---- | ---- |
| 870  | 897  | 869  | 872  | 897  | 915  | 902  | 480  | 424  |

| 1901 | 1906 | 1911 | 1921 | 1926 | 1931 | 1936 | 1946 | 1954 |
| ---- | ---- | ---- | ---- | ---- | ---- | ---- | ---- | ---- |
| 412  | 402  | 397  | 337  | 283  | 260  | 251  | 224  | 181  |

| 1962 | 1968 | 1975 | 1982 | 1990 | 1999 | 2006 | 2008 | 2013 |
| ---- | ---- | ---- | ---- | ---- | ---- | ---- | ---- | ---- |
| 161  | 121  | 114  | 68   | 72   | 71   | 91   | 97   | 96   |

| 2018 | 2022 | - | - | - | - | - | - | - |
| ---- | ---- | - | - | - | - | - | - | - |
| 101  | 103  | - | - | - | - | - | - | - |

Les 96 habitants, en 2013, de la commune ont  pour 22 d’entre eux moins de 30 ans, 39 ont de 30 à 59 ans et 35 ont  plus de 60 ans.
Sur les 56 personnes dont l'âge est compris entre 15 et 64 ans 69,6 % sont des actifs ayant un emploi, 10,7 % sont des retraités, 8,9 % des étudiants et 10,7 % d'autres inactifs.

## Logements
Il existe, en 2013, 91 logements dans la commune, 44 sont des résidences principales et 42 des résidences secondaires ; 5 logements  sont vacants

## Économie
Le nombre d'emplois, en 2013,  sur le territoire de la commune est de 20, dont 4 salariés et 16 non salariés. Au 31 décembre 2014, 11 établissements sont présents dont 5 appartiennent au secteur de l'agriculture, 1 au secteur de l'industrie, 4 aux secteurs du commerce, des transports et des services divers, et 1 à l'administration.

## Culture locale et patrimoine

### Lieux et monuments
- L'église Saint-Pierre

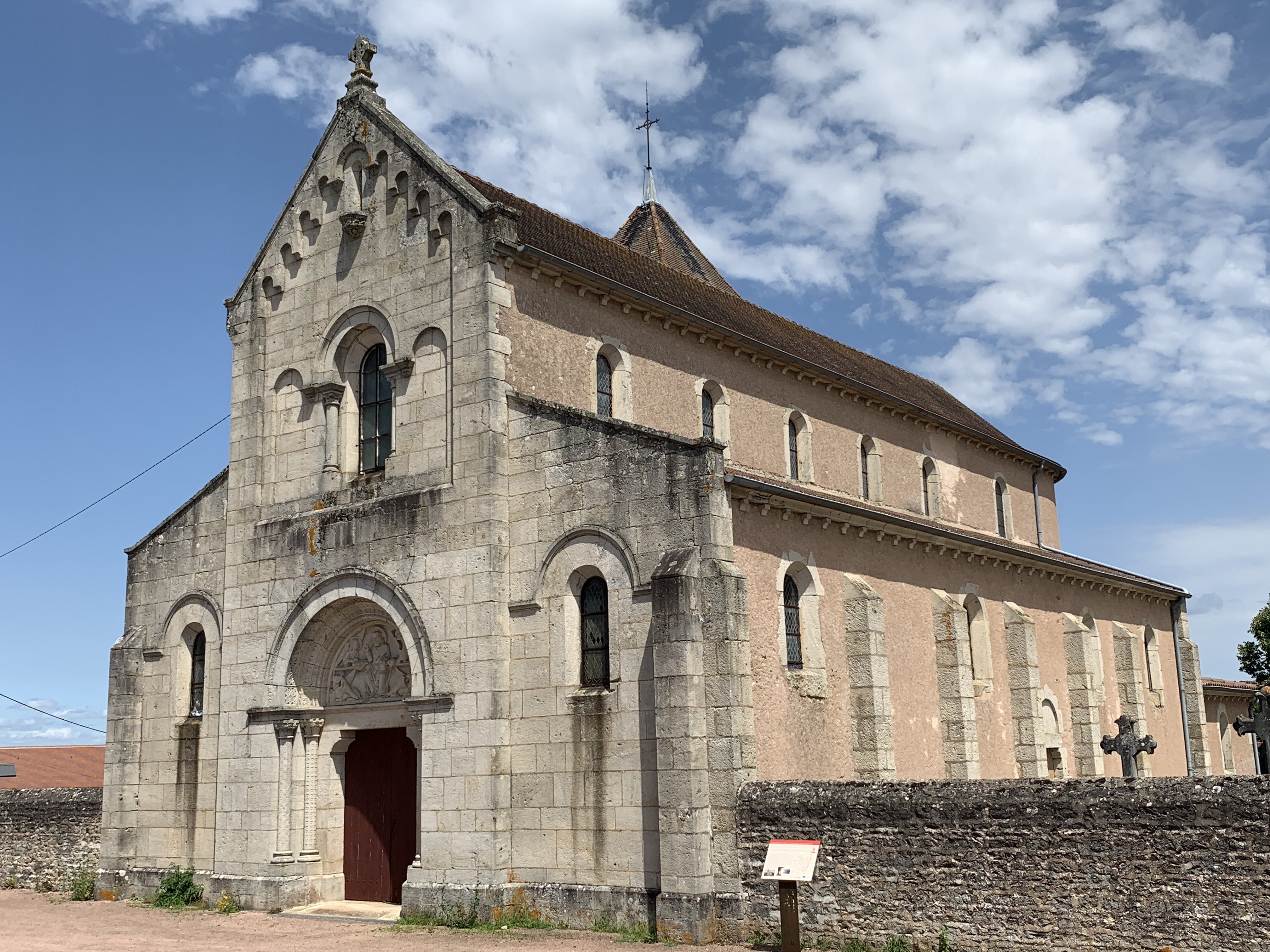
Église Saint-Pierre.

L'édifice a été reconstruit dans le style néo-roman en 1857, d'après des plans de l'architecte André Berthier (seul le clocher roman subsiste).
- Le château de Dondin

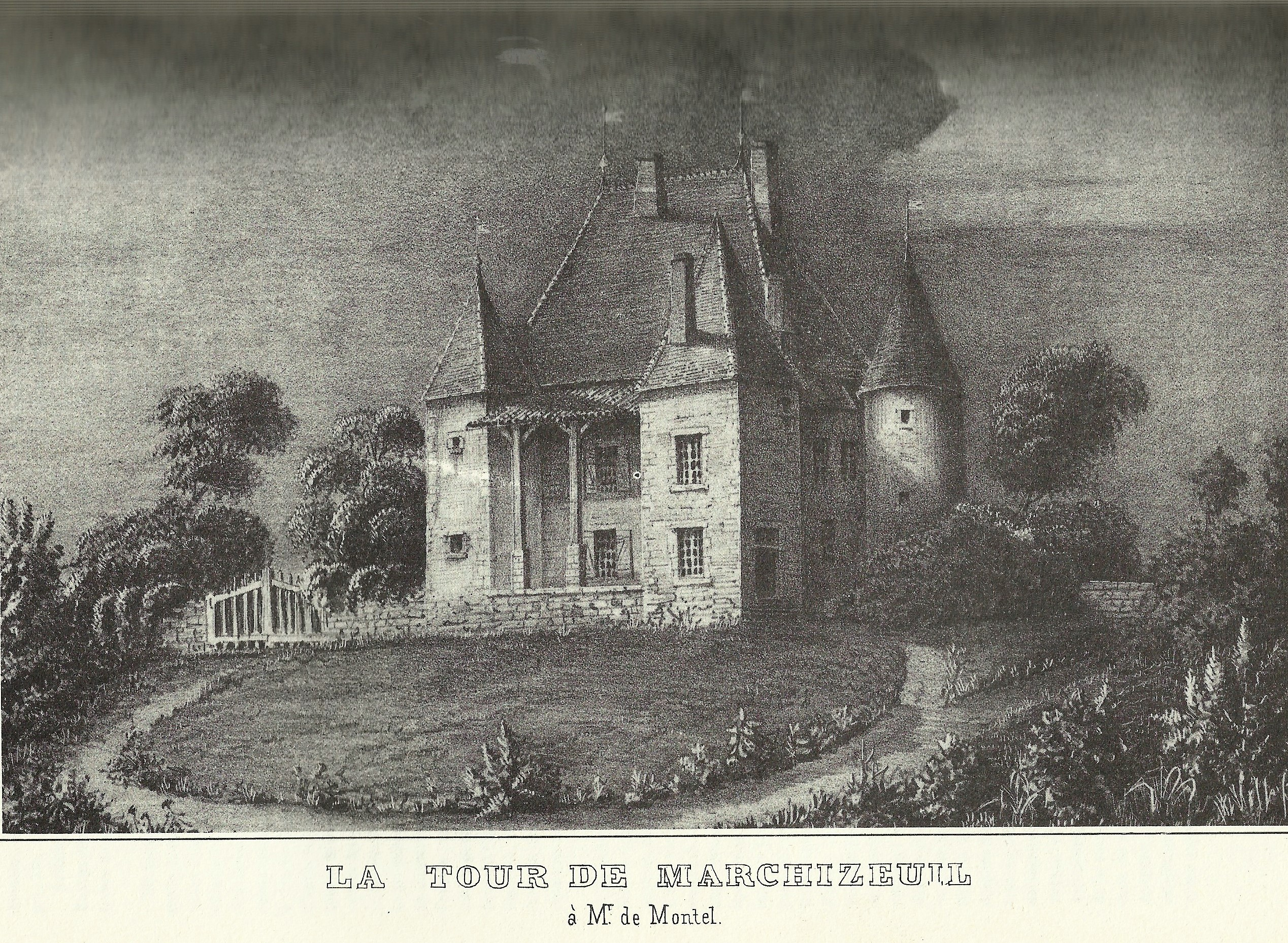
La tour de Marchizeuil telle qu'elle a été dessinée dans l'album de Saône-et-Loire (1841).

Dondin était l'une des cinq anciennes châtellenies du Charolais. En 1419, le château appartient au duc de Bourgogne. Il a une fonction défensive. Le château soutint plusieurs sièges durant les guerres de Religion. En juillet 1593, il est pris par le vicomte de Tavernes et démoli. Le nouveau manoir date de la première moitié du XIXe siècle.
- Le château de la Tour-de-Marchizeuil

Le nom de Marchizeuil est celui d'une famille de nobles du Charolais. En 1362 Guillaume de Marchizeuil repris la terre de Pressy-sous-Dondin. Il passe à la famille de Fautrières par le mariage de Louise de Marchizeuil avec Thibaud de Fautrières de Courchevel. Le château a été entièrement reconstruit en 1751. Lors de la période révolutionnaire, le nouveau propriétaire modifia profondément la construction et transforme le château en une belle maison d'habitation (comblement des fossés, enlèvement des pierres sculptées…).
- Le château de Pressy.

Pressy-sous-Dondin présente donc la particularité d'être une commune aux trois châteaux.

### Personnalités liées à la commune
- Philibert Pézerat (1789-1871), homme politique né à Pressy-sous-Dondin, député de Saône-et-Loire de 1848 à 1849.

## Pour approfondir